# المعهد الوطني لأبحاث الفضاء
المعهد الوطني لأبحاث الفضاء (بالبرتغالية: Instituto Nacional de Pesquisas Espaciais) هو مؤسسة أبحاث تابعة لوزارة العلوم والتقنية والابتكار البرازيلية. يهتم المعهد برعاية البحث العلمي والتطبيقات التقنية وإعداد الكوادر في مجال الفضاء وعلوم الغلاف الجوي وهندسة الفضاء وتقنيات الفضاء. ويعد المعهد المؤسسة المدنية لأبحاث الفضاء في البرازيل، بينما تحمل القيادة العامة لتقنيات الجو والفضاء التابعة للقوات الجوية البرازيلية الصفة العسكرية. يقع مقر المعهد الوطني لأبحاث الفضاء في سان خوسيه دوس كامبوس في ساو باولو.

## استشهادات
1. ↑   http://www.inpe.br/. {{استشهاد ويب}}: |url= بحاجة لعنوان (مساعدة) والوسيط |title= غير موجود أو فارغ (من ويكي بيانات) (مساعدة)
2. ↑   http://www.inpe.br/contato/. {{استشهاد ويب}}: |url= بحاجة لعنوان (مساعدة) والوسيط |title= غير موجود أو فارغ (من ويكي بيانات) (مساعدة)
3. ↑   https://www.bbc.com/news/world-latin-america-49212115. اطلع عليه بتاريخ 2019-08-14. {{استشهاد ويب}}: |url= بحاجة لعنوان (مساعدة) والوسيط |title= غير موجود أو فارغ (من ويكي بيانات) (مساعدة)